# Liste der Biografien/Diw
Liste der Biografien |
Portal Biografien |
Personensuche
# |
A |
B |
C |
D |
E |
F |
G |
H |
I |
J |
K |
L |
M |
N |
O |
P |
Q |
R |
S |
T |
U |
V |
W |
X |
Y |
Z |
?
 
Da |
Db |
Dc |
Dd |
De |
Dg |
Dh |
Di |
Dj |
Dk |
Dl |
Dm |
Dn |
Do |
Dq |
Dr |
Ds |
Du |
Dv |
Dw |
Dy |
Dz
 
Dia |
Dib |
Dic |
Did |
Die |
Dif |
Dig |
Dih |
Dij |
Dik |
Dil |
Dim |
Din |
Dio |
Dip |
Diq |
Dir |
Dis |
Dit |
Diu |
Div |
Diw |
Dix |
Diy |
Diz
Die Liste der Biografien führt alle Personen auf, die in der deutschsprachigen Wikipedia einen Artikel haben. Dieses ist eine Teilliste mit 16 Einträgen von Personen, deren Namen mit den Buchstaben „Diw“ beginnt.

## Diw

### Diwa
- Diwak, Wiktorija Wiktorowna (1993–2023), russische Handballspielerin
- Diwald, Hellmut (1924–1993), deutscher Historiker und Publizist
- Diwald, Leopold (1862–1927), österreichischer Politiker (CS), Landtagsabgeordneter, Abgeordneter zum Nationalrat
- Diwald, Rudolf (1921–1952), österreichischer Tischtennisspieler und -trainer
- Diwan, Audrey (* 1980), französische Filmregisseurin, Drehbuchautorin, Journalistin und Verlegerin

### Diwe
- Diwejew, Igor Sergejewitsch (* 1999), russischer Fußballspieler
- Diwell, Lutz (* 1951), deutscher Jurist und Staatssekretär im Bundesjustizministerium
- Diwell, Margret (* 1951), deutsche Rechtsanwältin, Präsidentin des Verfassungsgerichtshofes des Landes Berlin

### Diwi
- Diwiak, Alexander (* 1989), österreichischer Schauspieler
- Diwiak, Dantes, deutscher Tenor
- Diwiak, Irene (* 1991), österreichische Schriftstellerin
- Diwisch, Ernestine (1921–1944), österreichische Tabelliererin und Widerstandskämpferin gegen den Nationalsozialismus
- Diwischek, Wilfried (* 1954), deutscher Ökonom und Gründungsrektor sowie Präsident der Hochschule Aschaffenburg

### Diwo
- Diwo, Günter (1933–2017), deutscher Gewerkschafter und Politiker (CDU), MdL
- Diwok, Kurt (1933–2015), deutscher Mediziner und Hochschullehrer
- Diwold, Johann (1911–1978), österreichischer Politiker (ÖVP), Landtagsabgeordneter